# Beek en Donk

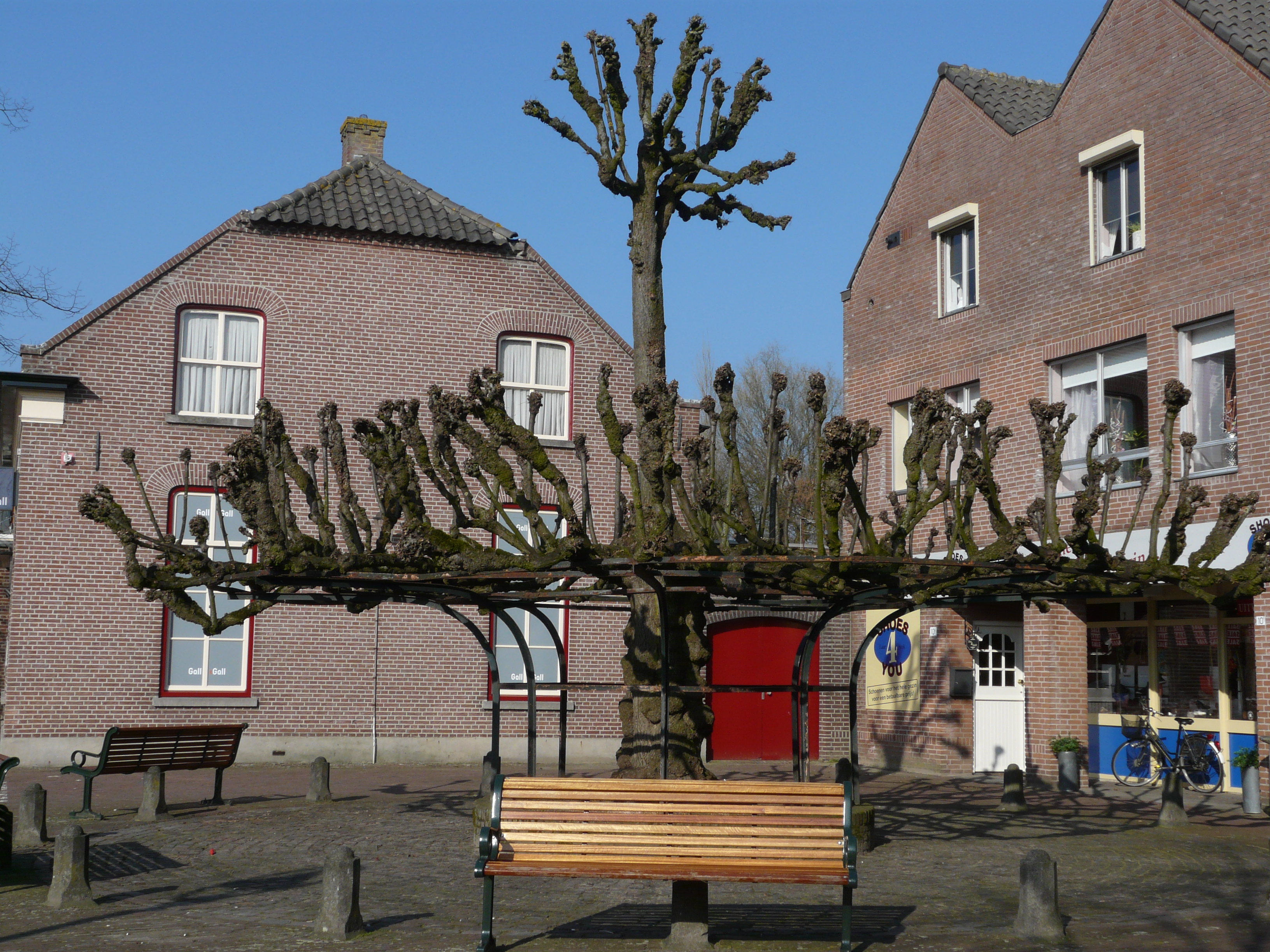
De Lindeboom

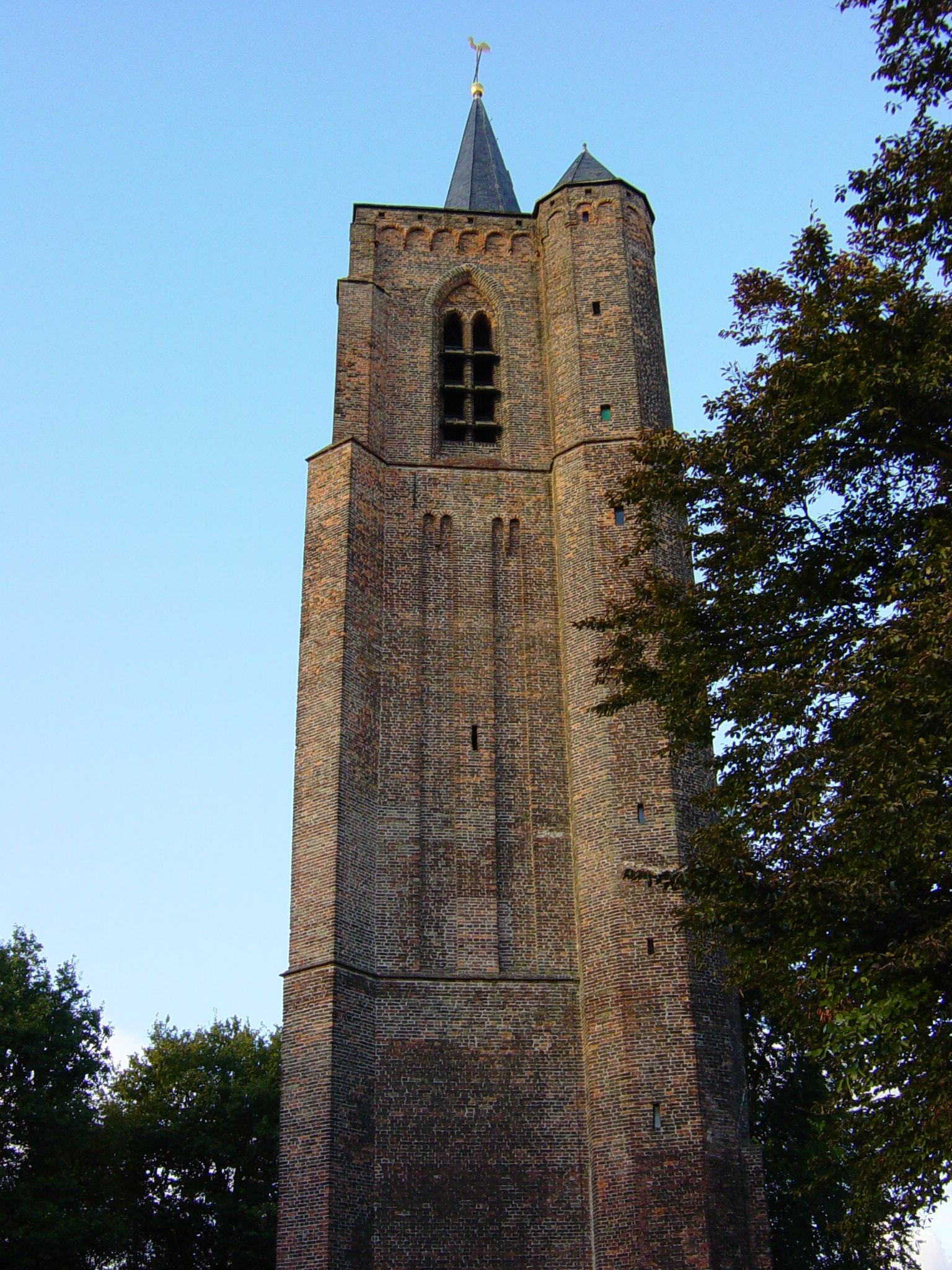
De Oude Toren in Beek en Donk

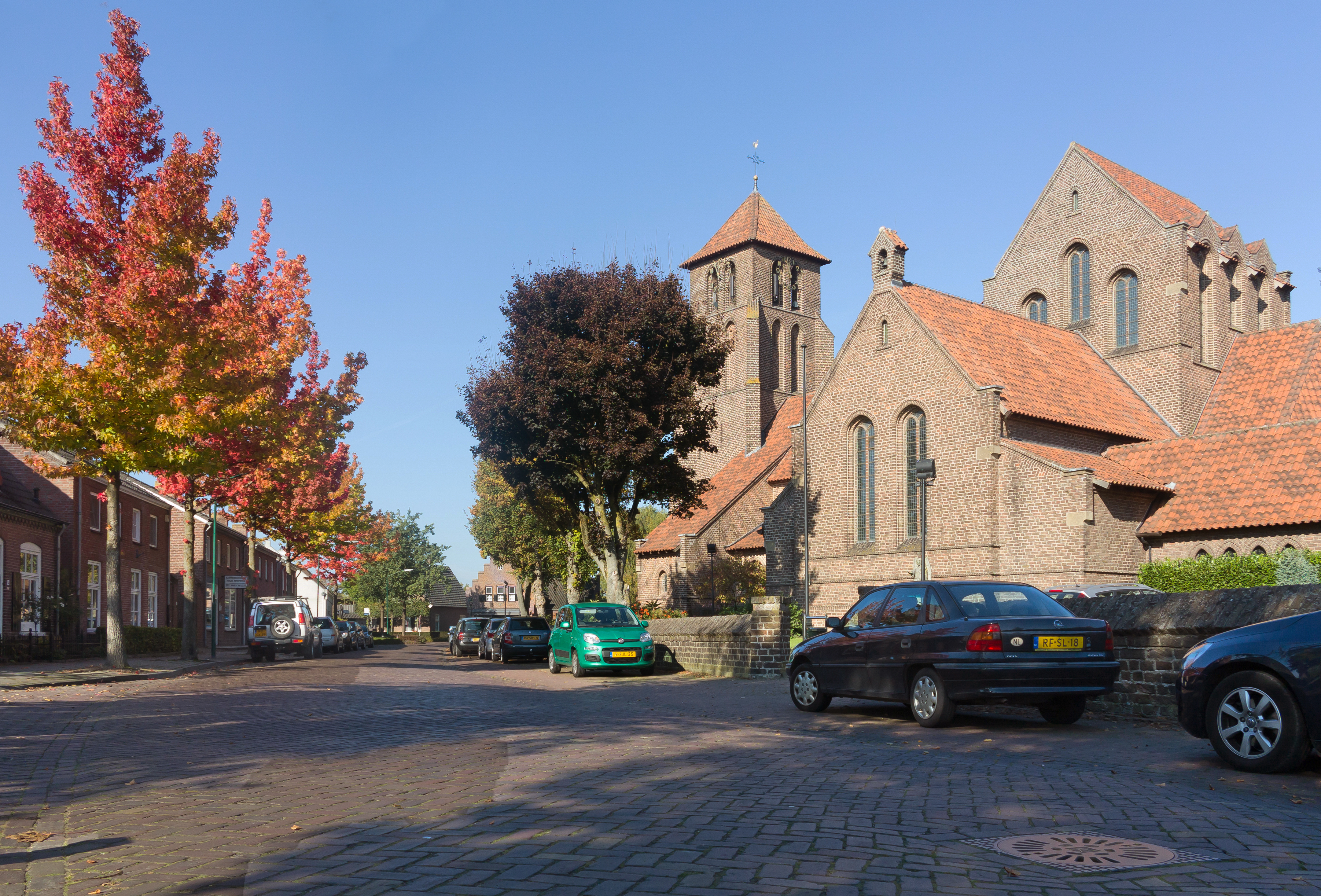
De Sint Michaelkerk

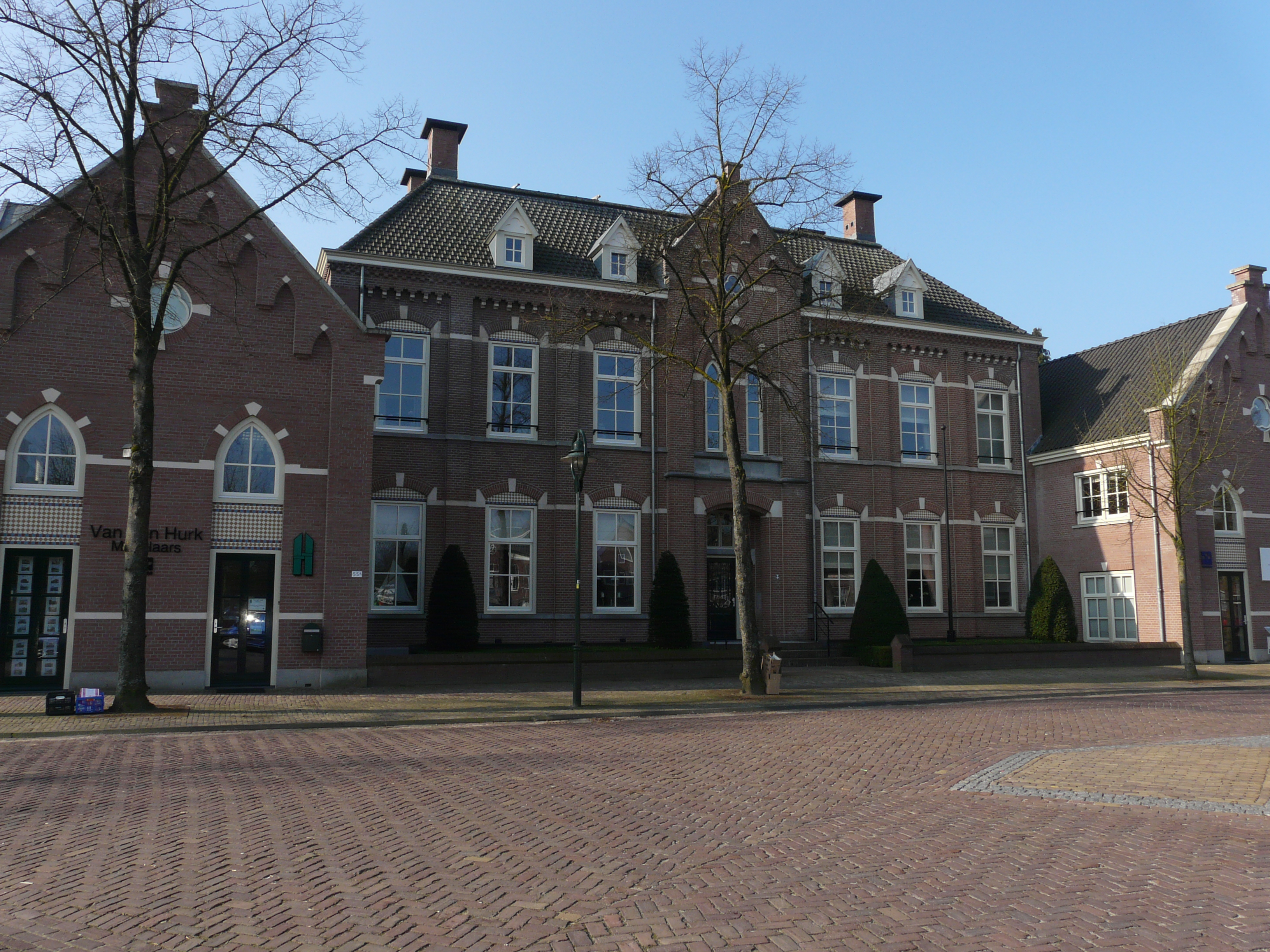
Het Heuvelplein

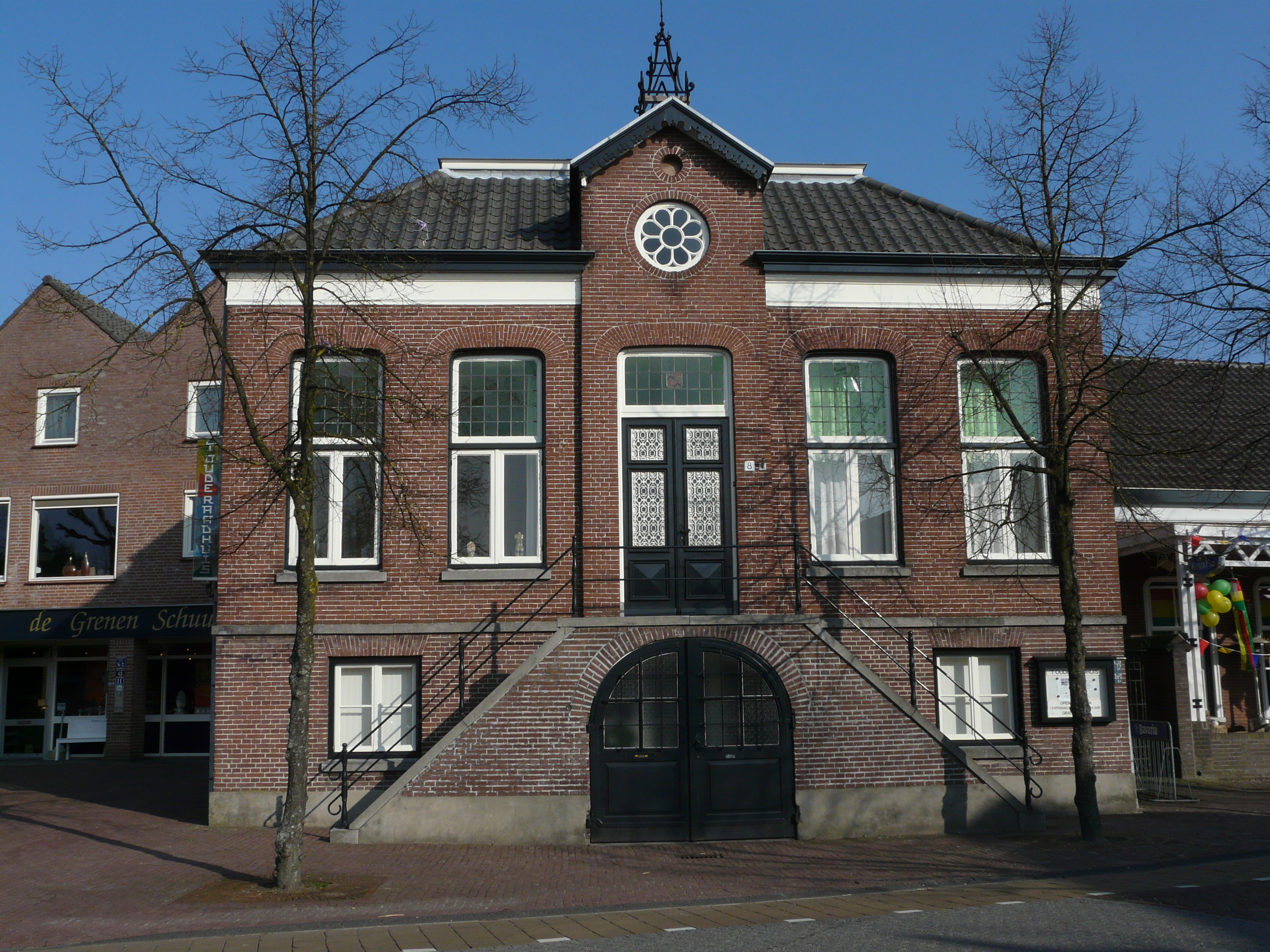
Het Oude Raadhuis

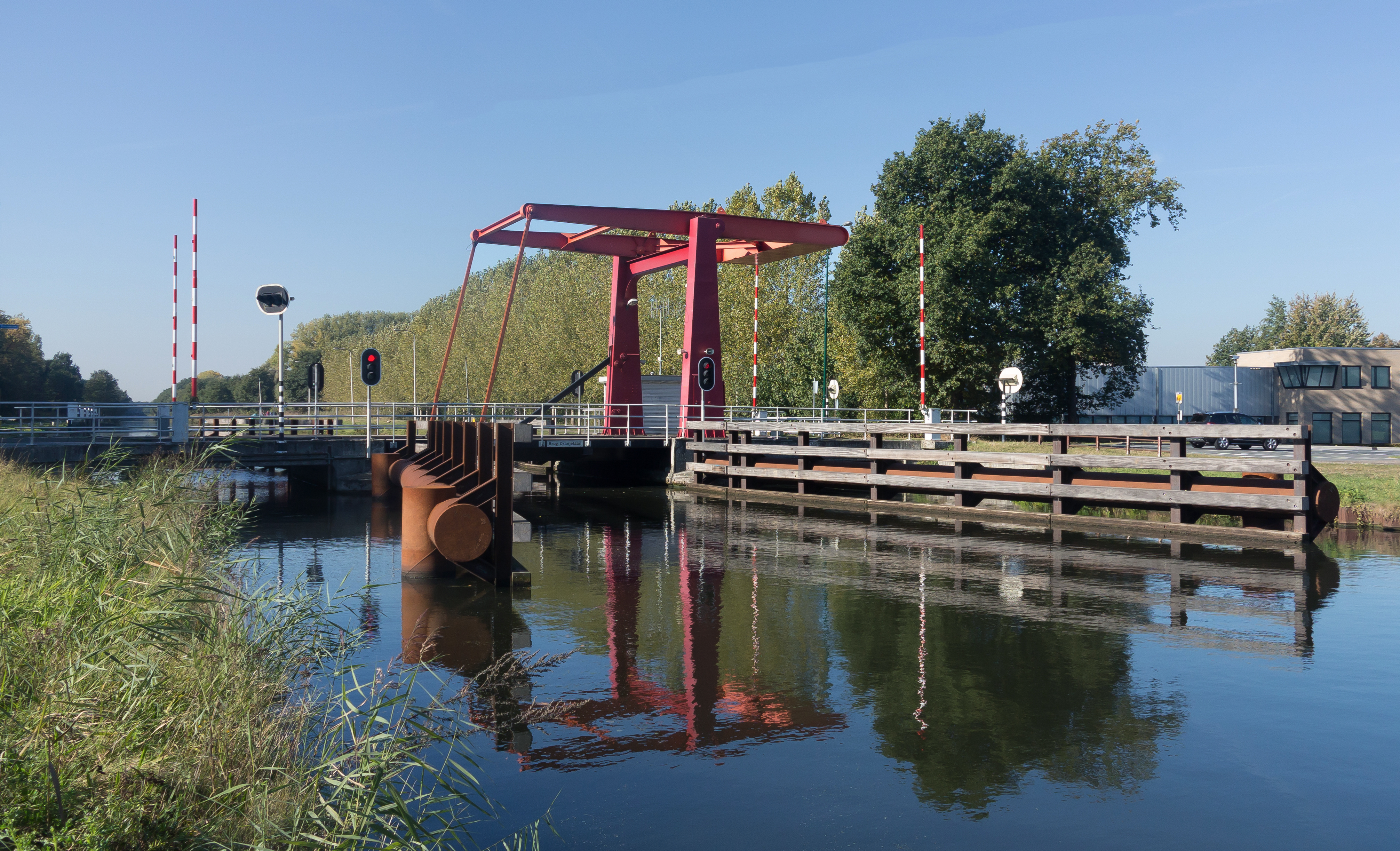
Ophaalbrug aan de Oranjelaan over het Wilhelminakanaal

Beek en Donk is een tweelingdorp , voormalige heerlijkheid en voormalige gemeente in de Nederlandse provincie Noord-Brabant, gelegen in de Peelrand. Beek en Donk telt 10.990 inwoners (1 januari 2023, bron: CBS). Per 1997 ging de gemeente op in de fusiegemeente Laarbeek.

## Ligging en bouwwerken
Net als het buurdorp Aarle-Rixtel heeft Beek en Donk twee historische centra: het Heuvelplein in het zuidelijk gelegen Beek, en het Piet van Thielplein, in het noordelijk gelegen Donk. In oude schriftelijke bronnen worden Aarle en Beek overigens regelmatig in één samenvoeging genoemd: Aarle-Beek. Tussen Beek en Aarle ligt sinds het begin van de twintigste eeuw het Wilhelminakanaal, dat hier aantakt op de Zuid-Willemsvaart die de oostgrens van de woonbebouwing vormt. Aan de overkant van dit kanaal ligt de buurtschap Bemmer.
De Beekse Sint-Michaëlkerk en de Donkse Sint-Leonarduskerk vormen de basis voor de beide kerkgemeenschappen. De 15e-eeuwse Oude Toren van de toenmalige Sint-Michaëlkerk, die overbleef toen dit godshuis in de 19e eeuw afgebroken werd, kijkt uit over de Laarsche Velden en Beekse Akkers. De kerk heeft altijd "eenzaam op de akkers" gestaan, op een ietwat centraal punt tussen enkele gehuchten.
Doordat Beek en Donk uit twee afzonderlijke kernen bestaat, loopt er een strook groen dwars door het dorp, met daarin de Muziektuin, een muziekkoepel uit 1927 met paviljoen. Sinds 2003 staat in deze strook het nieuwe gemeentehuis van de in 1997 nieuwgevormde gemeente Laarbeek, op de plek van het laatste gemeentehuis van Beek en Donk. Net buiten de bebouwde kom van Beek en Donk, in het dal van de Aa, ligt het landgoed met Kasteel Eikenlust. Het park rond het landgoed is toegankelijk maar het huis is privéterrein.

## Geschiedenis
Uit archeologische vondsten blijkt dat de streek van Beek en Donk al menselijke bewoning kende vanaf het Mesolithicum. De benaming Donk verwijst naar dekzandruggen en de voorgangers van de huidige nederzettingen ontstonden omstreeks 650, in de Merovingische tijd, op wat hogere delen van dergelijke ruggen. De bewoning begon in de omgeving van de huidige Oude Toren te Beek en bij de huidige buurtschap Heereind, ten westen van Donk. Van hieruit breidde de bewoning zich van 1300 tot 1500 uit tot lager gelegen delen, zoals Broekkant, Donkersvoort, Donk, Bemmer en de Heuvel te Beek. Op 4 december 1329 werden aan de bevolking de gemeenterechten uitgegeven door Hertog Jan III van Brabant.
In 1392 werd de heerlijkheid Beek en Donk, samen met de heerlijkheden Stiphout en Aarle, in leen gegeven aan Dirk de Rovere. In 1482 kwam de heerlijkheid in het bezit van Jan Oudart. In 1642 werd de heerlijkheid Beek en Donk heruitgegeven en werd Beek en Donk gescheiden van Aarle en Rixtel.
Omstreeks 1400 werd Beek een zelfstandige parochie en uit die tijd dateert de Oude Toren. In 1422 werd te Donk, waar zich ook een edelmanswoning bevond, de Sint-Leonarduskapel gesticht, welke in 1753 werd afgebroken en in 1979 herbouwd.
Industriële bedrijvigheid kwam op gang na de opening van de Zuid-Willemsvaart in 1825. Vanaf 1842 ontwikkelde zich te Donk het bedrijf van Van Thiel, dat spijkers (draadnagels, gaas en later bouwstaal) vervaardigde en wat later Nedschroef en Thibodraad zou worden.
Na de Tweede Wereldoorlog kwam er een bedrijventerrein bij Beek (Beekerheide ten oosten van de Oranjestraat) en op 1 januari 1997 ging de gemeente Beek en Donk op in de fusiegemeente Laarbeek.

## Heemkunde
Beek en Donk heeft een heemkundige kring, genaamd "De Lange Vonder". Deze kring bezit kopieën van geboorte-, huwelijks- en overlijdensaktes vanaf 1811 tot respectievelijk 1902, 1922 en 1952. Daarnaast worden ook bidprentjes bewaard van mensen die in Beek en Donk zijn geboren, getrouwd of overleden of er hebben gewoond. Ook worden er vele foto's bewaard rondom het thema Beek en Donk. Het materiaal wordt beheerd door vrijwilligers en wordt bewaard in een eigen heemkamer gelegen in de Muziektuin, tegenover het gemeentehuis.

## Bezienswaardigheden

### Bezienswaardigheden te Beek
- De oude toren;[5] De oude toren is een restant van de rond 1400 gebouwde kerk. Het schip en de zijbeuken van de kerk zijn kort na 1809 afgebroken, nadat het in verval was geraakt en op instorten stond. De toren is in de jaren 60 van de 20e eeuw gerestaureerd. Ter vervanging werd er op het Heuvelplein een nieuwe waterstaatskerk gebouwd in 1834. Deze werd twee jaar na de bouw in gebruik genomen.
- Sint-Michaëlkerk;[6] De Sint-Michaëlkerk is een kerk gebouwd en in gebruik genomen in 1935. Architect was Hendrik Willem Valk. Deze is gebouwd toen zijn voorganger, een waterstaatskerk die op het Heuvelplein stond, te klein werd en ook bouwtechnische gebreken vertoonde. Deze verving op haar buurt een schuurkerk. Weliswaar kregen de katholieken in 1809 de kerk bij de Oude Toren weer terug, maar deze was in een slechte staat. De pastoor vond de waterstaatskerk overigens niet mooi, hij noemde deze eens een schaterlach van de duivel in een volle kathedraal. Nadat de nieuwe St.-Michaëlkerk gereed was werd de oude waterstaatskerk in 1936 afgebroken. Opvallend aan deze kerk is het gebruik van ruwe schone baksteen, ook in het interieur. De kerk bezit een mooi houten Mariabeeld uit de 18e eeuw, dat zich bevindt in de Mariakapel. Ook is er een kapel die gewijd is aan pater Eustachius van Lieshout. Naast de kerk staat een Christus Koningbeeld uit 1931, herplaatst in 1982.
- Het Heuvelplein te Beek is een stemmig driehoekig dorpsplein met bomen, een prieellinde en enkele karakteristieke oude huizen. Van hieruit liepen wegen naar vele richtingen. Ook was hier het bestuurlijk centrum van de gemeente. De Waterstaatskerk werd midden op het plein gebouwd maar in 1936 gesloopt, waardoor het plein weer intact was. Daarnaast vindt men er:
  - Het oude raadhuis; dit gebouw aan het Heuvelplein is in 1866 gebouwd en deed dienst tot 1971. Sindsdien worden er exposities gehouden. Ook is het sinds 2006 weer mogelijk om huwelijken te laten voltrekken in het oude raadhuis.
  - Klooster der Zeven Zusters; Voorheen was dit het Sint-Josephklooster. Dit klooster is geopend in 1895. Architect was Heykants uit Erp. De naam Zeven Zusters heeft betrekking op de zeven zusters die er aanvankelijk in trokken. Zij behoorden tot de congregatie van de Zusters van Liefde van Schijndel. Tot 1985 hebben deze zusters het onderwijs verzorgd. In 2004 is het klooster grondig gerenoveerd en zijn er woningen in gerealiseerd. Tevens is achter het klooster een groot aantal woningen bijgebouwd.
- Kasteel Eikenlust; gesitueerd ten noorden van de grote weg naar Gemert. Het kasteel behoort al generaties lang tot de familie De Jong van Beek en Donk.

### Bezienswaardigheden te Donk
- Sint-Leonarduskerk;[7] De neogotische Sint-Leonarduskerk is in 1897 in gebruik genomen. Architect was Caspar Franssen. De parochie splitste zich in 1884 af van de reeds bestaande Sint-Michaëlparochie. In 1929 werd de kerk vergroot onder architectuur van Cor Roffelsen. Deze kerk is vooral door toedoen van de industrieel Piet van Thiel tot stand gekomen en er zijn muurschilderingen te vinden, waarin de kleinkinderen van Van Thiel als engeltjes werden afgebeeld.
- Op de begraafplaats naast de Leonarduskerk bevindt zich het eregraf van Piet van Thiel. De grafsteen is gedupliceerd en het origineel bevindt zich tegen de kerkmuur, waar het in 2006 geplaatst is. Op de steen bevindt zich het gedicht:

't Werk en de Kerk was 't doel van mijn leven
Arbeid gezegend, verrezen Gods Huis
Hoopvol, mijn God, na een rusteloos leven
Vind ik hier rust in de schaduw van 't Kruis
- Naast het graf van Piet van Thiel vindt men nog de graven van tal van andere leden van de uitgebreide familie, alsmede een grafkelder die aan deze familie toebehoort.
- Bronzen beeld van De Spijkermaker uit 1993, van Antoon Grassens. Dit beeld herdenkt het bedrijf van Piet van Thiel, en in het bijzonder de spijkersmeden die daar werkten. Het levensechte beeld toont bovendien een aantal kenmerkende gereedschappen. Het bevindt zich op het Piet van Thielplein.
- Villa Vrededael, uit 1896, een fraaie fabrikantenvilla, gebouwd in opdracht van G. van Thiel. Rijksmonument[8]
- Villa Leefdael, uit 1860, eveneens een fraaie fabrikantenvilla met torentje. In 1937 verkocht aan de paters Oblaten, ingericht tot Studiehuis Sint Jozef.[9] Circa 1967 een buitenafdeling van Huize Padua later onder meer een Grieks restaurant en sinds circa 2000 een bedrijvencentrum.
- Een deel van de fabrieksgebouwen van de firma Van Thiel, aan de noordoostelijke zijde van de Zuid-Willemsvaart. Het bewaarde gebouw, uit 1907, is gerestaureerd en sinds 2000 herbestemd, in eerste instantie als onderkomen van een meubelzaak. Het interieur is goeddeels intact gelaten, inclusief gietijzeren kolommen. Rijksmonument [10]
- Bronzen beeldje Ingekeerd (Ainsi-soit-elle), uit 1994, gemaakt door Maïté Duval, een vrouwelijk naakt in het park tussen Beek en Donk.

## Natuur en landschap

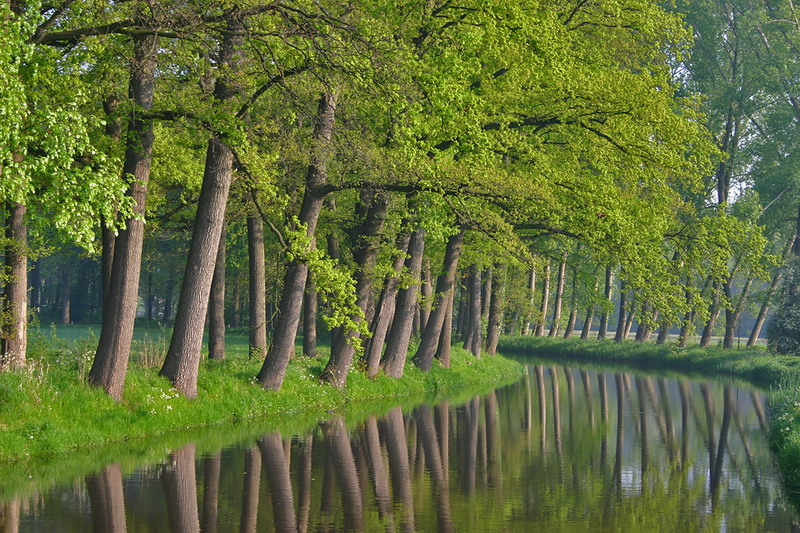
De Aa bij Beek en Donk

Beek en Donk ligt ingeklemd tussen het dal van de Goorloop in het westen en het dal van de Aa in het oosten, terwijl daar bovendien de Zuid-Willemsvaart loopt. De Goorloop heeft, hoewel ze eerder gekanaliseerd werd, voor een deel weer glooiende oevers gekregen. Langs deze rivier liggen enkele broekbossen, populierenaanplanten en moerasgebieden waardoorheen wandelpaden lopen waarlangs men geleidelijk in een park komt waarin zich onder meer het gemeentehuis van Laarbeek bevindt, alsmede een muziekkiosk en een oorlogsmonument.
Ten zuiden van Beek en Donk bevindt zich een bedrijventerrein en het Wilhelminakanaal. Afgezien van het landgoed Eikenlust bestaat het grootste deel van de omgeving uit landbouwgebied, hoewel ten oosten van Donk ook een groot bedrijventerrein ligt.

## Dierenpark Regter Eind
In de jaren '70 besloot de gemeente Beek en Donk om bij bejaardenhuis “De Regt” een groenvoorziening aan te leggen. Een deel van het terrein werd ingericht als dierenweide met daarnaast een volière en een bijenhal. Na de ingebruikname ging een groep vrijwilligers aan de slag om samen met de gemeente het park in stand te houden. Op 3 augustus 1987 ontstond hieruit de “Stichting Dierenpark Beek en Donk”, die dierenpark Regter Eind in stand houdt. Onder de soorten zijn schapen, geiten, herten, alpaca’s en wallaby's en kleine dieren zoals kippen, ganzen, duiven, konijnen en cavia’s. Verder is er een bijenhal en een volière. Om de bezoekers te informeren is er een leslokaal dat onder meer gebruikt wordt voor het geven van presentaties.

## Molens
In de buurt van 'De Oude Toren' heeft de achtkante beltmolen van Van Eerd gestaan. Deze werd afgebroken in 1937 en verplaatst naar Elsendorp, waar ze echter in 1940 afgebrand is.
Niet ver van de beltmolen stond een houtzaagmolen. De Zaagmolenweg en de Molenweg geven de plaats aan waar de molen stond. Het was een achtkantige molen met een galerij eromheen. De zaagmolen was eigendom van Dirk van den Boogaard die op deze plek een kuiperij exploiteerde. Na 1885 werd de molen niet meer gebruikt. De molen stortte in nadat er houten delen afgezaagd en afgehakt waren.

## Cultuur
Het plaatselijke harmonieorkest, Koninklijke Harmonie Oefening & Uitspanning, is een van de grotere symfonische blaasorkesten van Brabant. In 1978 won het orkest het nationale en internationale kampioenschap op het Wereld Muziek Concours te Kerkrade (officieuze wereldtitel voor harmonieorkesten). Het symfonisch blaasorkest, de jeugdensembles en de slagwerkgroep van Oefening & Uitspanning (O&U) repeteren in Het Anker, de concertzaal van Beek en Donk.

## Verkeer en vervoer
De Zuid-Willemsvaart doorkruist Beek en Donk. In Donk is Sluis 6 van de Zuid-Willemsvaart te vinden, waar het Wilhelminakanaal tussen Aarle-Rixtel en Beek en Donk op aansluit en de voormalige gemeentegrens markeert. Aan de rand van het dorp is een aansluiting op de N279 ('s-Hertogenbosch - Veghel - Beek en Donk - Helmond - Asten - Meijel - Kessel) en de N272 van Beek en Donk naar Boxmeer. Vanuit Gerwen loopt de N615 naar Beek en Donk waar deze aansluit op de N272 en N279.
Van 1883 tot 1935 liep door Beek de tramlijn van 's-Hertogenbosch en Veghel naar Helmond welke geëxploiteerd werd door de Stoomtramweg-Maatschappij 's-Bosch-Helmond ('sBH) tot 1918 en vanaf 1920 door rechtsopvolger stoomtram 's-Hertogenbosch - Helmond - Veghel - Oss (HHVO). Halverwege de jaren 20 verschenen er ook bussen op dit traject die tevens Donk aandeden. Opvolger Brabantsche Buurtspoorwegen en Autodiensten schafte de stoomtram in 1935 af en ging geheel over op de busdienst. In 1926 werd door Van Kessel een busdienst Gemert - Beek en Donk - Lieshout - Gerwen - Nuenen - Tongelre - Eindhoven opgestart. Een jaar later kwam er een bus van Eindhoven naar Nijmegen door Beek en Donk bij, welke hetzelfde traject reed tussen Gemert en Eindhoven. Dit traject werd opgezet door de ATO en achtereenvolgens geëxploiteerd door ATO, Van de Rijdt, Vitesse, Zuidooster en Hermes. In 1988 zette Zuidooster in samenwerking met de NS een snelbus tussen Eindhoven en Nijmegen in, die eveneens via Beek en Donk reed. Deze werd later omgezet naar een Interliner en in 2001 zette Hermes deze lijn om naar een reguliere sneldienst, tot de directe verbinding met Nijmegen kwam te vervallen.
Tegenwoordig wordt Beek en Donk aangedaan door vier streekbussen (waarvan drie rijden volgens het Bravodirect principe) en twee buurtbussen:
| Lijn | Route                                                                                   | Vervoerder | Lijnsoort   | Bijzonderheden                         |
| ---- | --------------------------------------------------------------------------------------- | ---------- | ----------- | -------------------------------------- |
| 25   | Gemert - Beek en Donk - Aarle-Rixtel - Helmond                                          | Hermes     | Streekbus   | Rijdt niet 's avonds                   |
| 259  | Beek en Donk - Lieshout - Gerwen - Nuenen                                               | Hermes     | Buurtbus    | Rijdt niet 's avonds en in het weekend |
| 261  | Beek en Donk - Mariahout - Lieshout - Aarle-Rixtel - Helmond                            | Hermes     | Buurtbus    | Rijdt niet 's avonds en in het weekend |
| 321  | Eindhoven - Nuenen - Gerwen - Lieshout - Beek en Donk - Gemert                          | Hermes     | Bravodirect | Rijdt niet 's avonds en in het weekend |
| 322  | Eindhoven - Nuenen - Gerwen - Lieshout - Beek en Donk - Gemert - Boekel - Volkel - Uden | Hermes     | Bravodirect |                                        |
| 323  | Eindhoven - Nuenen - Gerwen - Lieshout - Beek en Donk - Gemert                          | Hermes     | Bravodirect | Spitsbus                               |

Beek en Donk valt onder de concessie Zuidoost-Brabant welke door de provincie Noord-Brabant gegund is aan Hermes. Beek en Donk ligt in Zone 6545.

## Sport
Beek en Donk kent verenigingen voor verschillende sporten, waaronder tafeltennis, badminton en zwemmen. Te noemen zijn verder:
- Tennis: Tennisvereniging 't Slotje werd opgericht op 18 maart 1969 en vernoemd naar een oude boerderij, 't Slotje. Deze boerderij stond vlak bij de locatie van het voormalige park, bij de IJsbaanlaan en 't Slotje. In 1989 is het park naar zijn huidige locatie aan de Dr. Timmerslaan verhuisd, waar men nu de beschikking heeft over 6 verlichte kunstgrasbanen, 2 smashcourtbanen en 3 mini-kunstgrasbanen.
- Voetbal: Voetbalvereniging Sparta '25 speelt in de landelijke amateurcompetitie. In 1971/1972 werd Sparta '25 algemeen kampioen bij de landelijke amateurs. In 2009 promoveerde de club door kampioen te worden in de Tweede klasse.
- Handbal: Handbalvereniging BEDO, opgericht in 1985, vanaf 2020 in de landelijke hoofdklasse van het NHV.
- Vechtsport: Bij budo-vereniging: BC Beek en Donk wordt een aantal vechtsporten beoefend, zoals karate, jiujitsu en judo.
- Handboogsport: Handboogschutterij Strijd in vrede is opgericht op 14 januari 1910, achter café "De Zwaan". Toen het terrein onveilig werd verklaard, verkaste men in oktober 1996 naar een nieuwe accommodatie op sportpark 't Heereind. Er kan getraind worden op afstanden tot 70 meter.
- Kunstrolschaatsen: Rolschaatsvereniging De Oude Molen, opgericht in 1957, neemt o.a. deel aan het hoogste landelijke niveau in de categorieën showrijden, vrijrijden en solodans. Ook wordt er op Europees- en Wereldniveau deelgenomen aan wedstrijden.

## Geboren in Beek en Donk
- Piet van Thiel (1816-1894), industrieel
- Piet van den Biggelaar (1918 -1964), pater, omgebracht tijdens de simba opstand te Congo.
- Carlo van den Bergh (21 juli 1947 - 3 maart 2008), voetballer
- Ryan van den Akker (12 augustus 1960), actrice
- Maurice Verberne (12 juni 1971), voetballer
- Anke Engels (18 januari 1974), actrice

## Nabijgelegen kernen
Aarle-Rixtel, Lieshout, Gemert, Boerdonk, Mariahout